# ATP Challenger Monterrey-2
Der ATP Challenger Monterrey (offiziell: Monterrey Challenger) war ein Tennisturnier, das von 1992 bis 1996 jährlich in Monterrey, Mexiko, stattfand. Es gehörte zur ATP Challenger Tour und wurde im Freien auf Hartplatz gespielt. Daniel Nestor und Mark Knowles gewannen im Doppel je zwei Titel, Alex O’Brien und Kevin Ullyett gewann je einen Titel in Einzel und Doppel.

## Liste der Sieger

### Einzel
| Jahr | Sieger             | Finalgegner    | Ergebnis |
| ---- | ------------------ | -------------- | -------- |
| 1996 | Kevin Ullyett      | Alex O’Brien   | 6:3, 7:6 |
| 1995 | João Cunha e Silva | Steve Campbell | 6:2, 7:6 |
| 1994 | Sébastien Lareau   | Wade McGuire   | 7:6, 6:2 |
| 1993 | Lars Jonsson       | Lan Bale       | 6:2, 6:3 |
| 1992 | Alex O’Brien       | Jared Palmer   | 6:2, 6:4 |

### Doppel
| Jahr | Sieger                             | Finalgegner                        | Ergebnis      |
| ---- | ---------------------------------- | ---------------------------------- | ------------- |
| 1996 | Sargis Sargsian Michael Sell       | Kevin Ullyett Myles Wakefield      | 6:2, 3:6, 6:3 |
| 1995 | Mark Knowles (2) Daniel Nestor (2) | Nicolás Pereira David Rikl         | 3:6, 6:1, 6:4 |
| 1994 | Daniel Nestor (1) Kenny Thorne     | Mark Knowles Roger Smith           | 5:7, 6:0, 7:5 |
| 1993 | Lan Bale Kevin Ullyett             | Jean-Philippe Fleurian Roger Smith | 4:6, 6:2, 6:3 |
| 1992 | Mark Knowles (1) Alex O’Brien      | Richard Matuszewski John Sullivan  | 3:6, 6:3, 7:6 |